# Коваленко Євгенія Іванівна
Євгенія Іванівна Коваленко   (8 березня. 1940 р., с. Воля-Обшанська Білгорайського повіту Люблінського воєводства, Польща) — кандидат  педагогічних  наук,  професор,  завідувач кафедри  педагогіки,  початкової  освіти  та  освітнього  менеджменту Ніжинського  державного університету імені Миколи Гоголя.

## Біографія
Народилася 8 березня 1940 року в селі Воля-Обшанська Білгорайського повіту Люблінського воєводства (Польща) в селянській сім'ї. На той час Польща була вже захоплена фашистами. Німецьке командування прагнуло примусово завербувати чоловіків у свою армію, тому більшість з них, у тому числі й батько Євгенії Іванівни – Сікора Іван Іванович, пішли в ліси і з часом об’єдналися в партизанські загони, чинили опір загарбникам. У 1943 році батько загинув у бою з німцями. Після звільнення Польщі родина в числі інших українських сімей була переселена в Україну. Сім’ю Сікор було направлено в село Грушівка Ново-Василівського району Запорізької області.  
Після закінчення з похвальною грамотою Грушівської семирічки Євгенія Сікора вступила у 1954 році до Гуляйпільського педучилища, яке через рік було переведено в м. Нікополь і об'єднано з Нікопольським (Дніпропетровська обл.). У 1958 році Євгенія Сікора з відзнакою закінчила навчання  у педучилищі.  
З 1958 по 1960 рік Євгенія Іванівна працювала вчителькою початкових класів у Семенівській початковій та Костянтинівській восьмирічній школі Мелітопольського району Запорізької області.  
З 1960 по 1964 рік навчалася на педагогічному факультеті Запорізького педагогічного інституту. Після закінчення навчання обдарованій випускниці ректорат запропонував посаду асистента кафедри педагогіки. І вона погодилася.  
В інституті Євгенія Іванівна зустріла своє кохання. У серпні 1964 року вона одружилася з Володимиром Опанасовичем Коваленком, на той час студентом третього курсу факультету іноземних мов. Народження першої доньки Світлани (1965), а згодом закордонне відрядження чоловіка на роботу в ОАР (Єгипет) (1966-1970) перервало педагогічну діяльність. У Єгипті Євгенія Іванівна досліджувала розвиток освіти в ОАР.  
Повернувшись на батьківщину, Коваленко Є. І. з 1970 по 1972 рік працювала викладачем кафедри педагогіки Запорізького педагогічного інституту.  
З  1972 по 1975 рік навчалася в аспірантурі при Київському державному педагогічному інституті ім. Горького. У 1976 році захистила кандидатську дисертацію зі спеціальності «Загальна педагогіка та історія педагогіки» з теми: «Проблеми активізації пізнавальної активності студентів у педагогіці вищої школи Польської народної республіки» та отримала науковий ступінь кандидата педагогічних наук.
З 1975 по 1985 рік працювала деканом педагогічного факультету Запорізького педагогічного інституту. У цей період відбулася ще одна приємна подія в житті Є. І. Коваленко – народження доньки Наталії (1978).  
У 1981 році Євгенії Іванівні було присвоєно вчене звання доцента.  
З липня 1985 по липень 1986  року – доцент кафедри історії СРСР і УРСР, завідувачка підготовчим відділенням Запорізького державного університету.  
З липня 1986  по грудень 1987 року – старший науковий співробітник науково-дослідного сектора Запорізького державного університету.  
З січня 1988 по серпень 1988 року – доцент кафедри педагогіки Ніжинського державного педінституту імені Миколи Гоголя.  
З вересня 1988  по 14 грудня 2019 року – доцент, професор (з 2003), завідувач кафедри педагогіки, (з 2014 року – кафедри педагогіки, початкової освіти та освітнього менеджменту) Ніжинського державного університету імені Миколи Гоголя.  
З 15 грудня 2019 року – професор кафедри педагогіки,  початкової освіти та освітнього менеджменту Ніжинського державного університету імені Миколи Гоголя.  
З 1995 року Є. І. Коваленко  була членом науково-методичної комісії з питань виховання дітей та учнівської молоді Науково-методичної ради Міністерства освіти і науки України, здійснювала експертне рецензування навчально-методичної літератури для загальноосвітньої школи, позашкільних закладів, педучилищ, педагогічних вузів.  
Євгенія Іванівна працювала у складі робочої групи Міністерства освіти і науки України з підготовки проекту Закону України «Про виховання дітей та молоді».  
Протягом 2008 року вона брала участь у складі робочої групи МОН України у розробці психолого-педагогічної складової галузевих стандартів вищої педагогічної освіти України.  
У 2014 році очолювала журі Всеукраїнського конкурсу «Учитель року» у номінації «Директор школи».
Була головним редактором фахового видання «Наукові записки. Серія : Психолого-педагогічні науки» (Ніжинський державний університет імені Миколи Гоголя) (1997 – 2018). За цей час було випущено 75 збірників. 

## Наукові інтереси
Особливе місце в наукових інтересах Євгенії Іванівни займає вивчення спадщини Софії Русової, яка стала предметом дослідження під її науковим керівництвом двох кандидатських дисертацій, присвячені спадщині С. Русової. Разом із своїми учнями нею упорядковано і видано у 4-х книгах «Вибрані педагогічні твори» Софії Русової, за її редакцією у співавторстві з І. М. Пінчук видана монографія «Освітня діяльність і педагогічні погляди С.Русової» (Ніжин, 1998), опубліковано матеріали Всеукраїнських педагогічних читань, присвячених Софії Русовій (у 4-х частинах), близько десяти статей у наукових журналах і збірниках.   
Значну роль приділяла Є. І. Коваленко дослідженню проблеми формування творчої особистості в педагогічній думці України. Різним аспектам цієї проблеми присвячено понад 60 її публікацій.   
Євгенія Іванівна брала активну участь у наукових проектах Національної академії педагогічних наук України: була членом редакційної колегії і автором 189 статей наукового видання НАПН України «Педагогічний словник» (Київ, 2001) та автором 26 статей у науковому виданні НАПН України «Енциклопедія освіти».
Вона здійснювала наукове керівництво комплексною темою кафедри «Розвиток освіти і педагогічної науки в Україні в XIX-XXI ст.».   
Євгенія Іванівна має понад 300 фахових публікацій.   
Вона розробила і читала лекційні курси: «Історія педагогіки», «Педагогіка вищої школи» для магістрів і аспірантів, «Основи наукових досліджень» для студентів, магістрів та аспірантів. Нею було підготовлено 20 кандидатів педагогічних наук. 29 разів опонувала при захисті кандидатських дисертацій у спеціалізованих радах.

## Нагороди
- Грамота Президії Верховної Ради УРСР (1980)
- Медаль «Ветеран праці» (1989)
- Знак Відмінник народної освіти УРСР (1990)
- Почесна Грамота Верховної Ради України (2003)
- Нагрудний знак МОН України «За наукові досягнення» (2007)
- Нагрудний знак «Петро Могила» (2007)
- Лауреат премії Георгія Вороного (2014)
- Медаль К. Д. Ушинського (2018)
- Медаль «Заслужений працівник Ніжинської вищої школи» (2018)
- Медаль Володимира Мономаха (2021)

## Основні праці
- Сюжетно-ролевые игры дошкольников : учеб. пособ. / Н. А. Бойченко, Е. И. Коваленко и др. — Киев : Рад. школа, 1982. — 112 с.
- Формирование творческой активности дошкольников : монография / под общ. ред.: Е. И. Коваленко, Е. И. Щербакова. — Запорожье : ЗГПИ-ЗОИУУ, 1985. — 108 c.
- Игры и игровые упражнения с детьми шестилетнего возраста : учеб.-метод. пособ. / ред. Е. И. Коваленко. — Киев : Радянська школа, 1987. — 144 с.
- Педагогіка спілкування : навч.-метод. посіб / Є. І. Коваленко та ін. — Київ : Укрвузполіграф, 1992. — 189 с.
- Формування екологічної культури : навч.-метод. посіб. / Є. І. Коваленко та ін. — Київ : Укрвузполіграф,  1993. — 189 с.
- Довідник класного керівника : зб. документів / упоряд.: П. М. Щербань, Є. І. Коваленко, С. В. Кириленко [та ін.]. — Київ, 1996. — 240 с.
- Орієнтовний зміст виховання в національній школі : метод. посіб. / заг. ред. Є. І. Коваленко. — Київ : ІЗМН, 1996. — 135 с.
- Родинно-сімейна енциклопедія : навч.-метод. посіб. / за заг. ред.:  Ф. С. Арват, П. М. Щербань, Є. І. Коваленко. — Київ : ІЗМН, 1996. — 438 с.
- Культура спілкування : навч.-метод. посіб / за заг. ред.: П. М. Щербаня, Є. І. Коваленко та ін. — Київ : ІЗМН, 1997. — 328 с.
- Методика роботи в літньому оздоровчому таборі : навч.посіб. / автор. кол.: Є. І. Коваленко, В. М. Солова, А. І. Конончук, І. М. Пінчук.  — Київ : ІЗМН, 1997. — 278 с.
- Русова С. Вибрані педагогічні твори :  у 2 кн. Кн. 1 / Софія Русова ; заг. ред. Є. І. Коваленко ; упоряд.: Є. І. Коваленко, Є.І., І. М. Пінчук. — Київ : Либідь, 1997. — 272 с.
- Русова С. Вибрані педагогічні твори :  у 2 кн. Кн. 2 / Софія Русова ; заг. ред. Є. І. Коваленко ; упоряд.: Є. І. Коваленко, І. М. Пінчук. — Київ : Либідь, 1997. — 320 с.
- Коваленко Є. І. Освітня діяльність і педагогічні погляди Софії Русової : монографія / Є. І. Коваленко, І. М. Пінчук. — Ніжин : Аспект, 1998.  — 212 с.
- Педагогічний словник / за ред М. Д. Ярмаченка. — Київ : Педагогічна думка, 2001. 516 с. (член редколегії ; автор 189 статей).
- Екологічне виховання учнів : посіб. для вчителів / уклад.: П. М. Щербань, Є. І. Коваленко та ін. ; за заг. ред. П. М. Щербаня. — Ніжин : НДПУ, 2003. — 238 с.
- Ігри на уроках історії : метод посіб. / уклад.: Є. І. Коваленко, Н. Г. Кравченко, О. А. Лавриненко ; за заг ред. Є. І. Коваленко . — Ніжин : НДУ, 2005. — 170 с.
- Історія зарубіжної педагогіки : навч. посіб. / уклад.: Є. І.Коваленко, Н. І. Бєлкіна ; за заг.ред. Є. І. Коваленко. — Київ : Центр навчальної літератури, 2006. — 662 с.
- Енциклопедія батьківства : посіб. з сімей. виховання / Є. І. Коваленко та ін. — Київ : КНТ,  2008. — 592 с.
- Енциклопедія освіти / АПН України ; гол. ред. В. Г. Кремень. — Київ : Юрінком Інтер, 2008. — 1040 с. (автор 25 статей)
- Русова С. Ф. Вибрані педагогічні твори : у 4 кн. Кн. 3 / С. Ф. Русова ; упоряд.: Є. І. Коваленко, О. М. Таран ; заг. ред. Є. І. Коваленко. — Чернігів :  Деснянська правда, 2008. — 240 с.

- Русова С. Ф. Вибрані педагогічні твори : у 4 кн. Кн. 4 / С. Ф. Русова ; упоряд.: Є. І. Коваленко, О. М. Таран ; за заг. ред. Є. І. Коваленко. — Чернігів : Чернігівські обереги, 2009. — 327 с.
- Софія Русова - педагог, державний діяч, просвітитель : до 155-річчя від дня народж. : біобібліогр. покажч. / [упоряд.: А. М. Доркену та ін. ; наук. ред.: П. І. Рогова, А. М. Доркену ; авт. вступ. ст. Є. І. Коваленко] ; НАПН України, Держ. наук.-пед. б-ка України ім. В. О. Сухомлинського, Ніжин. держ. ун-т ім. М. Гоголя. — Київ : Вид-во НДУ ім. М. Гоголя, 2010. —- 175 с.
- Класний керівник : пошук інновацій : навч.-метод. посіб /  уклад. В. М. Солова ; заг. ред. Є. І. Коваленко. —- Ніжин : НДУ, 2011. —- 652 с.
- Виховні аспекти педагогічної діяльності у сучасній школі : навч.-метод. посіб. / авт.-уклад. : Л. О. Дубровська, В. Л. Дубровський, В. В. Ковнер, О. С. Філоненко ; за ред. Є. І. Коваленко. —- Ніжин : НДУ ім. М. Гоголя, 2015. —- 160 с.
- Білоусова Н. Самовдосконалення молодших підлітків : монографія / Н. Білоусова, Є. Коваленко. — Ніжин : НДУ імені М. Гоголя, 2016. — 199 с.
- Початкова школа та студент-практикант : навч.-метод. посіб. / уклад.: Є. І. Коваленко, Л. О. Дубровська, Н. В. Білоусова та ін. — Ніжин : НДУ ім. М.Гоголя, 2016. — 138 с.
- Табір з денним перебуванням: відпочинок і виховання : навч.-метод. посіб. / уклад. : Л. О. Дубровська, В. Л. Дубровський, О. С. Філоненко ; за ред. Є. І. Коваленко. — Ніжин : НДУ ім. М. Гоголя, 2016. — 123 с.
- Життєва економіка: перші кроки : навч.-метод. посіб для вчителів початк. школи / за заг. ред. Є. І. Коваленко ті ін. — Ніжин, 2018 : Вид. Лисенко М. М. — 670 с.
- Формування соціальної активності учнів : навч.-метод. посіб для вчителів ЗЗСО / Є. І. Коваленко та ін. — Ніжин : НДУ. 2019. — 190 с.